# Far East Command (États-Unis)
Pour les articles homonymes, voir Far East Command.
Le Far East Command (FECOM) ou commandement américain en Extrême-Orient est une unité de l'armée américaine créé initialement pour gérer l'occupation militaire du Japon le 1er janvier 1947 et dont la fonction s'est progressivement étendue au commandement des forces militaires américaines située en Extrême-Orient en particulier la 8e armée des États-Unis lors de la Guerre de Corée. Les attributions de ce commandement ont été transférées en 1957 au Commandement Pacifique.

## Histoire
Le 1er janvier 1947, le GHQ établit le Far East Command sous le commandement du général Douglas MacArthur, une mesure initialement provisoire afin d'organiser et de contrôler les forces armées des États-Unis dans les zones du Japon, de la Corée du Sud, des Philippines, des Îles Mariannes, Ryukyu et Bonin.
A sa disparation en 1957, il est remplacé pour les unités stationnant au Japon par les United States Forces Japan.